# Cronaca di una morte annunciata (film)
Cronaca di una morte annunciata è un film del 1987 diretto da Francesco Rosi.
Il soggetto è tratto dall'omonimo romanzo di Gabriel García Márquez.

## Trama
Il maturo dottor Cristof Bedoya scende dal battello che l'ha ricondotto lungo il fiume a uno sperduto villaggio della Colombia, dove ha fatto la sua prima pratica medica, chiamato a dirigerne l'ospedale. L'assalgono i ricordi della giovinezza, quando il ventunenne amico Santiago Nasar, rampollo di una famiglia benestante del paese, venne ucciso a coltellate dai fratelli Vicario, per vendicare l'onore della loro sorella Angela che, ripudiata subito dopo le nozze dal marito Bayardo San Roman perché non illibata e violentemente pressata dai familiari, si era lasciata sfuggire il nome del giovane colpevole.
Sull'onda dei ricordi, Bedoya riesce a ricostruire pezzo per pezzo la cronaca dell'uccisione dell'amico, dall'arrivo dello spavaldo Bayardo, al suo vano corteggiamento di Angela che lo rifiuta, ai modi strafottenti e alla sfacciata profusione di denaro con cui riesce a convincere la famiglia a concedergliela in sposa, fino alle nozze fiabesche, cui farà seguito il ripudio e la tragica uccisione dell'amico, davanti al passivo fatalismo di quasi tutto il paese, riversato sulla piazza in occasione del passaggio del vescovo. Nessuna prova concreta delle presunte responsabilità di "seduttore" di Santiago affiora dalle ostinate ricerche dell'amico. Frattanto Angela, incredibilmente fedele al marito, continua a scrivergli lettere su lettere per anni, fino al ritorno di lui al paese e alla patetica riconciliazione finale.

## Distribuzione
È stato presentato in concorso al 40º Festival di Cannes, il film è stato girato in Colombia, tra Mompos e Cartagena de Indias.

## Critica
Il film non venne molto apprezzato dalla critica, che ne denunciò l'incapacità di rendere appieno gli intenti e le atmosfere del romanzo salvando comunque l'interpretazione di Gian Maria Volonté:
(Laura, Luisa e Morando Morandini Il Morandini 2008, Zanichelli, 2007)
(Segnalazioni cinematografiche, vol. 102, 1987)

## Riconoscimenti
- Efebo d'oro 1987